# Isländische Fußballmeisterschaft 1932
Die isländische Fußballmeisterschaft 1932 war die 21. Spielzeit der höchsten isländischen Fußballliga.
Es nahmen fünf Teams am Bewerb teil, in dem jede Mannschaft jeweils einmal auf jede andere traf. Mit einer erfolgreichen Titelverteidigung gewann KR Reykjavík den achten Titel der Vereinsgeschichte.

## Abschlusstabelle
| Pl. | Verein             | Sp. | S | U | N | Tore    | Quote | Punkte |
| --- | ------------------ | --- | - | - | - | ------- | ----- | ------ |
| 1.  | KR Reykjavík (M)   | 4   | 3 | 1 | 0 | 015:500 | 3,00  | 07:10  |
| 2.  | Valur Reykjavík    | 4   | 2 | 0 | 2 | 006:500 | 1,20  | 04:40  |
| 3.  | ÍBA Akureyri       | 4   | 2 | 1 | 1 | 005:300 | 1,67  | 05:30  |
| 4.  | Fram Reykjavík     | 4   | 2 | 0 | 2 | 003:500 | 0,60  | 04:40  |
| 5.  | Víkingur Reykjavík | 4   | 0 | 0 | 4 | 001:120 | 0,08  | 0:80   |

| (M) | amtierender isländischer Meister |

### Kreuztabelle
Die Kreuztabelle stellt die Ergebnisse aller Spiele dieser Saison dar. Die Heimmannschaft ist in der ersten Spalte aufgelistet, die Gastmannschaft in der obersten Reihe. Die Ergebnisse sind immer aus Sicht der Heimmannschaft angegeben.
| 1932               | Fram Reykjavík | KR Reykjavík |     | Víkingur Reykjavík | ÍBA Akureyri |
| Fram Reykjavík     |                | 1:3          | 1:0 | 1:0                | 0:2          |
| KR Reykjavík       | –              |              | 2:2 | 6:1                | 4:1          |
| Valur Reykjavík    | –              | –            |     | 2:0                | 1:0          |
| Víkingur Reykjavík | –              | –            | –   |                    | 0:3          |
| ÍBA Akureyri       | –              | –            | –   | –                  |              |